# Чемпіонат світу з футболу 1974 (група B)
У Групі B на другому груповому етапі чемпіонату світу з футболу 1974 чотири команди визначали між собою одного учасника фіналу світової першості, а також одного учасника гри за третє місце турніру.
Учасниками другого групового турніру ставали команди, які посіли перше і друге місця у кожній із чотирьох груп першого групового етапу. Відповідно до Групи B потрапили переможці другої і четвертої груп, збірні Югославії і Польщі, а також команди ФРН і Швеції, що фінішували другими у першій і третій групах першого групового етапу.
Матчі у Групі B проходили з 26 червня по 3 липня 1974 року на стадіонах у Дюссельдорфі, Франкфурті-на-Майні та Штутгарті за круговою системою, за якої кожна команда проводила по одній грі із кожним із суперників. За їх результатами господар турніру, збірна ФРН, стала переможцем Групи і, відповідно, учасником фіналу чемпіонату (і врешті-решт його виграла), а футболісти Польщі посіли друге місце і брали участь у грі за третє місце, де також вийшли переможцями.

## Учасники
Учасниками змагання у Групі B на другому груповому етапі стали переможці Груп 2 і 4, а також команди, що посіли други місця в групах 1 і 3 першого групового етапу.
| Група | Переможці   |
| ----- | ----------- |
| 2     | Югославія   |
| 4     | Польща      |
| Група | Другі місця |
| 1     | ФРН         |
| 3     | Швеція      |

## Турнірне становище
| Поз | Команда   | І | В | Н | П | ГЗ | ГП | РГ | О | Кваліфікація                |
| --- | --------- | - | - | - | - | -- | -- | -- | - | --------------------------- |
| 1   | ФРН       | 3 | 3 | 0 | 0 | 7  | 2  | +5 | 6 | Вихід до фіналу             |
| 2   | Польща    | 3 | 2 | 0 | 1 | 3  | 2  | +1 | 4 | Вихід до гри за третє місце |
| 3   | Швеція    | 3 | 1 | 0 | 2 | 4  | 6  | −2 | 2 |                             |
| 4   | Югославія | 3 | 0 | 0 | 3 | 2  | 6  | −4 | 0 |                             |

## Матчі

### ФРН — Югославія
Гра проходила за переваги західнонімецьких футболістів, у складі яких відзначався активністю Райнер Бонгоф. Господарі турніру повели у рахуну наприкінці першого тайму завдяки дальньому влучному удару від Пауля Брайтнера, а в другому таймі успішно стримували спроби югославів відігратися, значною мірою завдяки впевненій грі лідера захисту і капітана команди Франца Бекенбауера. Результат гри був фактично визначений за вісім хвилин до її завершення, коли Герд Мюллер у фірмовому стилі замкнув простріл від Улі Генесса і встановив остаточний рахунок — 2: 0 на користь своєї команди.
| 26 червня 1974 16:00 CET |

| Югославія | 0–2      | ФРН                     |
| --------- | -------- | ----------------------- |
|           | Протокол | Брайтнер 39' Мюллер 82' |

| Рейнштадіон, Дюссельдорф Глядачів: 67,385 Арбітр: Армандо Маркес (Бразилія) |

| Югославія | ФРН |

| ВР               | 1  | Енвер Марич        |     |     |
| ЗХ               | 2  | Іван Булян         | 36' |     |
| ЗХ               | 3  | Енвер Хаджиабдич   | 61' |     |
| ЗХ               | 4  | Дражен Мужинич     |     |     |
| ЗХ               | 5  | Йосип Каталинський |     |     |
| ПЗ               | 8  | Бранко Облак       |     | 84' |
| ПЗ               | 10 | Йован Ачимович     |     |     |
| ПЗ               | 11 | Драган Джаїч (к)   |     | 84' |
| НП               | 9  | Івиця Шуряк        |     |     |
| НП               | 17 | Данило Попивода    |     |     |
| НП               | 18 | Станислав Карасі   |     |     |
| Заміни:          |    |                    |     |     |
| НП               | 7  | Ілія Петкович      |     | 84' |
| ПЗ               | 12 | Юриця Єркович      |     | 84' |
| Головний тренер: |    |                    |     |     |
| Милян Милянич    |    |                    |     |     |

| ВР               | 1  | Зепп Маєр             |     |     |
| ЗХ               | 2  | Берті Фогтс           | 35' |     |
| ЗХ               | 3  | Пауль Брайтнер        |     |     |
| ЗХ               | 4  | Ганс-Георг Шварценбек |     |     |
| ЗХ               | 5  | Франц Бекенбауер (к)  |     |     |
| ПЗ               | 7  | Герберт Віммер        |     | 73' |
| ПЗ               | 12 | Вольфганг Оверат      | 16' |     |
| ПЗ               | 16 | Райнер Бонгоф         |     |     |
| ПЗ               | 18 | Дітер Герцог          |     |     |
| НП               | 13 | Герд Мюллер           |     |     |
| НП               | 17 | Бернд Гельценбайн     |     | 78' |
| Заміни:          |    |                       |     |     |
| НП               | 14 | Улі Генесс            |     | 73' |
| ПЗ               | 15 | Гайнц Флое            |     | 78' |
| Головний тренер: |    |                       |     |     |
| Гельмут Шен      |    |                       |     |     |

| Бокові арбітри: Ауреліо Ангонезе (Італія) Едісон Перес Нуньєс (Перу) |

### Швеція — Польща
На початку другого групового етапу збірна Польщі, яка у трьох іграх першого групового етапу забила 12 голів, уперше на турнірі стикнулася із добре організованою обороною. Попри старання шведських захисників наприкінці першого тайму полякам все ж вдалося відкрити рахунок — після навісу з правого флангу Анджей Шармах зумів зберегти м'яч у межах поля, скинувши його головою у воротарський майданчик суперників, звідки Гжегож Лято також головою вразив ворота.
У другому таймі Польща віддала ініціативу шведам, які багато часу проводоли в атаках, проте так і не змогли рахунок зрівняти. Найближчим до успіху у їх складі був Стаффан Таппер, який пробивав пенальті на 64-ій хвилині, утім не зумів переграти з 11 метрів Яна Томашевського.
| 26 червня 1974 19:30 CET |

| Швеція | 0–1      | Польща   |
| ------ | -------- | -------- |
|        | Протокол | Лято 43' |

| Некарштадіон, Штутгарт Глядачів: 44,955 Арбітр: Рамон Баррето (Уругвай) |

| Швеція | Польща |

| ВР               | 1  | Ронні Гельстрем   |  |     |
| ЗХ               | 3  | Кент Карлссон     |  |     |
| ЗХ               | 4  | Бйорн Нордквіст   |  |     |
| ЗХ               | 5  | Бйорн Андерссон   |  | 60' |
| ЗХ               | 13 | Роланд Гріп       |  |     |
| ПЗ               | 6  | Уве Гран          |  |     |
| ПЗ               | 7  | Бу Ларссон (к)    |  |     |
| ПЗ               | 8  | Конні Торстенссон |  |     |
| ПЗ               | 14 | Стаффан Таппер    |  | 80' |
| НП               | 10 | Ральф Едстрем     |  |     |
| НП               | 11 | Роланд Сандберг   |  |     |
| Заміни:          |    |                   |  |     |
| ЗХ               | 18 | Єрген Аугустссон  |  | 60' |
| ПЗ               | 22 | Томас Альстрем    |  | 80' |
| Головний тренер: |    |                   |  |     |
| Йорг Еріксон     |    |                   |  |     |

| ВР               | 2  | Ян Томашевський      |     |     |
| ЗХ               | 4  | Антоній Шимановський |     |     |
| ЗХ               | 5  | Збігнєв Гут          |     |     |
| ЗХ               | 6  | Єжи Горгонь          | 49' |     |
| ЗХ               | 9  | Владислав Жмуда      |     |     |
| ПЗ               | 12 | Казімеж Дейна (к)    |     |     |
| ПЗ               | 13 | Генрик Касперчак     |     |     |
| ПЗ               | 14 | Зигмунт Мащик        |     |     |
| ПЗ               | 16 | Гжегож Лято          |     |     |
| НП               | 17 | Анджей Шармах        | 44' | 62' |
| НП               | 18 | Роберт Гадоха        |     |     |
| Заміни:          |    |                      |     |     |
| НП               | 21 | Казімеж Кмєцик       |     | 62' |
| Головний тренер: |    |                      |     |     |
| Казімеж Гурський |    |                      |     |     |

| Бокові арбітри: Альфонсо Гонсалес Арчундія (Мексика) Луїс Пестаріно (Аргентина) |

### Польща — Югославія
Рахунок у грі двох східноєвропейських команд було відкрито на 24-ій хвилині, коли капітан поляків Казімеж Дейна реалізував пенальті. Цьому передував штрафний у виконанні польської команди, з яким югослави впоралися, проте, коли його партнери по команді вже заволоділи м'ячем, югославський нападник Станислав Карасі, перебуваючи у власному карному майданчику, відповів на провокацію Анджея Шармаха, вдаривши його ногою і заробивши одинадцятиметровий у свої ворота. Проте ще до завершення першого тайму той же Карасі виправив свою помилку, коли, вийшовши один-в-один на Яна Томашевського, холоднокровно переграв воротаря суперника і рахунок зрівняв.
Утім останнє слово у зустрічі було за поляками — у другому таймі свій черговий гол на турнірі забив Гжегож Лято, цього разу замкнувши головою навіс від Роберта Гадохи з кутового на ближньому куті воротарського майданчика. Поступаючись 1:2 і маючи ще півгодини ігрового часу, югославська команда, що грала без свого лідера і капітана Драгана Джаїча, особливих шансів вирвати бодай нічию у цій грі не створила.
| 30 червня 1974 16:00 CET |

| Польща                    | 2–1      | Югославія  |
| ------------------------- | -------- | ---------- |
| Дейна 24' (пен.) Лято 62' | Протокол | Карасі 43' |

| Вальдштадіон, Франкфурт-на-Майні Глядачів: 58,000 Арбітр: Руді Глекнер (НДР) |

| Польща | Югославія |

| ВР               | 2  | Ян Томашевський      |  |     |
| ЗХ               | 4  | Антоній Шимановський |  |     |
| ЗХ               | 6  | Єжи Горгонь          |  |     |
| ЗХ               | 9  | Владислав Жмуда      |  |     |
| ЗХ               | 10 | Адам Мусял           |  |     |
| ПЗ               | 12 | Казімеж Дейна (к)    |  | 80' |
| ПЗ               | 13 | Генрик Касперчак     |  |     |
| ПЗ               | 14 | Зигмунт Мащик        |  |     |
| ПЗ               | 16 | Гжегож Лято          |  |     |
| НП               | 17 | Анджей Шармах        |  | 57' |
| НП               | 18 | Роберт Гадоха        |  |     |
| Заміни:          |    |                      |  |     |
| ПЗ               | 11 | Леслав Цмікевич      |  | 57' |
| НП               | 19 | Ян Домарський        |  | 80' |
| Головний тренер: |    |                      |  |     |
| Казімеж Гурський |    |                      |  |     |

| ВР               | 1  | Енвер Марич         |  |     |
| ЗХ               | 2  | Іван Булян          |  |     |
| ЗХ               | 3  | Енвер Хаджиабдич    |  |     |
| ЗХ               | 5  | Йосип Каталинський  |  |     |
| ЗХ               | 6  | Владислав Богичевич |  |     |
| ПЗ               | 7  | Ілія Петкович       |  | 81' |
| ПЗ               | 8  | Бранко Облак        |  | 16' |
| ПЗ               | 10 | Йован Ачимович (к)  |  |     |
| НП               | 9  | Івиця Шуряк         |  |     |
| НП               | 18 | Станислав Карасі    |  |     |
| НП               | 19 | Душан Баєвич        |  |     |
| Заміни:          |    |                     |  |     |
| ПЗ               | 12 | Юриця Єркович       |  | 16' |
| НП               | 20 | Владимир Петрович   |  | 81' |
| Головний тренер: |    |                     |  |     |
| Милян Милянич    |    |                     |  |     |

| Бокові арбітри: Армандо Маркес (Бразилія) Вернер Вінземанн (Канада) |

### ФРН — Швеція
У матчі проти господарів турніру шведська команда побудувала гру від оборони, проте саме вона зуміла відкрити рахунок, коли на 24-ій хвилині Едстрему вдався потужний і точний удар лівою ногою зльоту з лінії штрафного майданчика суперників. Але вже за декілька хвилин шведи втратили ключового гравця середини поля і свого капітана Бу Ларссона, який через травму був змушений залишити поле.
Основні події зустрічі розгорнулися по ходу другого тайму. Вже у його дебюті західнонімецькі гравці із різницею в одну хвилину забили два голи — спочатку  Вольфганг Оверат був найспритнішим аби зіграти на добиванні після відскоку м'яча від шведського захисника, а згодом Райнер Бонгоф реалізував скидку грудьми від партнера по команді, забивши з лінії карного майданчика, причому після його удару м'яч влучив спочатку в одну штангу, потім в іншу і лише після цього опинився у воротах. Утім перевага господарів турніру у рахунку зникла так же швидко, як і з'явилася, адже ще за хвилину шведський нападник Роланд Сандберг скористався помилкою Шварценбека, який, намагаючись перервати навісну передачу, зрізав м'яч прямо йому у ноги, і переграв  Зеппа Маєра, відновивши рівновагу.
Після того як команди забили три м'ячі за три хвилини гра дещо заспокоїлася, хоча футболісти ФРН за підтримки домашніх трибун великими силами йшли в атаку. Свій третій гол їм врешті-решт вдалося забити за чверть години до завершення матчу, коли чергову масовану атаку потужним ударом завершив Юрген Грабовскі. А остаточно зняв питання про переможця гри пенальті, реалізований Улі Генессом на її передостанній хвилині.
| 30 червня 1974 19:30 CET |

| ФРН                                                   | 4–2      | Швеція                   |
| ----------------------------------------------------- | -------- | ------------------------ |
| Оверат 51' Бонгоф 52' Грабовскі 76' Генесс 89' (пен.) | Протокол | Едстрем 24' Сандберг 53' |

| Рейнштадіон, Дюссельдорф Глядачів: 67,800 Арбітр: Павло Казаков (СРСР) |

| ФРН | Швеція |

| ВР               | 1  | Зепп Маєр             |  |     |
| ЗХ               | 2  | Берті Фогтс           |  |     |
| ЗХ               | 3  | Пауль Брайтнер        |  |     |
| ЗХ               | 4  | Ганс-Георг Шварценбек |  |     |
| ЗХ               | 5  | Франц Бекенбауер (к)  |  |     |
| ПЗ               | 12 | Вольфганг Оверат      |  |     |
| ПЗ               | 16 | Райнер Бонгоф         |  |     |
| ПЗ               | 18 | Дітер Герцог          |  | 64' |
| НП               | 13 | Герд Мюллер           |  |     |
| НП               | 14 | Улі Генесс            |  |     |
| НП               | 17 | Бернд Гельценбайн     |  | 83' |
| Заміни:          |    |                       |  |     |
| НП               | 9  | Юрген Грабовскі       |  | 64' |
| ПЗ               | 15 | Гайнц Флое            |  | 83' |
| Головний тренер: |    |                       |  |     |
| Гельмут Шен      |    |                       |  |     |

| ВР               | 1  | Ронні Гельстрем   |     |     |
| ЗХ               | 2  | Ян Ульссон        |     |     |
| ЗХ               | 3  | Кент Карлссон     |     |     |
| ЗХ               | 4  | Бйорн Нордквіст   |     |     |
| ЗХ               | 18 | Єрген Аугустссон  |     |     |
| ПЗ               | 6  | Уве Гран          | 45' |     |
| ПЗ               | 7  | Бу Ларссон (к)    |     | 32' |
| ПЗ               | 8  | Конні Торстенссон |     |     |
| ПЗ               | 14 | Стаффан Таппер    |     |     |
| НП               | 10 | Ральф Едстрем     |     |     |
| НП               | 11 | Роланд Сандберг   |     |     |
| Заміни:          |    |                   |     |     |
| ПЗ               | 16 | Інге Ейдерстедт   |     | 32' |
| Головний тренер: |    |                   |     |     |
| Йорг Еріксон     |    |                   |     |     |

| Бокові арбітри: Ніколае Райня (Румунія) Пабло Санчес Ібаньєс (Іспанія) |

### Польща — ФРН
Початок гри було відкладено на півгодини через потужну зливу, що йшла у Франкфурті. Хоча суддівська бригада ухвалила рішення матч все ж таки провести, стан поля, значні ділянки якого були вкритими водою, суттєво вплинув на якість гри, продемонстрованої командами. З урахуванням формату турніру і того, що обидві команди-учасниці виграли на той усі свої ігри другого групового етапу, матч фактично мав статус півфіналу, адже його переможець ставав фіналістом світової першості.
Попри те, що стан газону заважав польським гравцям продемонструвати свої головні козирі — швидкісні флангові прориви, саме поляки діяли гостріше по ходу першого тайму, лише їх головний бомбардир на турнірі Гжегож Лято втратив щонайменше два гольові шанси. По ходу другого тайму західнонімецькі гравці додали в активності і були близькими відкрити рахунок на 53-ій хвилині, коли сумнівний пенальті, призначений у ворота їх опонентів не реалізував Улі Генесс. Долю гри і путівки до фіналу турніру вирішив єдиний гол, який на 76-ій хвилині гри забив Герд Мюллер, скориставшись помилкою захисників, які дозволили йому вільно прийняти м'яч у районі одинадцятиметрової позначки і влучно пробити.
| 3 липня 1974 16:30 CET |

| Польща | 0–1      | ФРН        |
| ------ | -------- | ---------- |
|        | Протокол | Мюллер 76' |

| Вальдштадіон, Франкфурт-на-Майні Глядачів: 62,000 Арбітр: Еріх Лінемайр (Австрія) |

| Польща | ФРН |

| ВР               | 2  | Ян Томашевський      |  |     |
| ЗХ               | 4  | Антоній Шимановський |  |     |
| ЗХ               | 6  | Єжи Горгонь          |  |     |
| ЗХ               | 9  | Владислав Жмуда      |  |     |
| ЗХ               | 10 | Адам Мусял           |  |     |
| ПЗ               | 12 | Казімеж Дейна (к)    |  |     |
| ПЗ               | 13 | Генрик Касперчак     |  | 80' |
| ПЗ               | 14 | Зигмунт Мащик        |  | 80' |
| ПЗ               | 16 | Гжегож Лято          |  |     |
| НП               | 18 | Роберт Гадоха        |  |     |
| НП               | 19 | Ян Домарський        |  |     |
| Заміни:          |    |                      |  |     |
| ПЗ               | 11 | Леслав Цмікевич      |  | 80' |
| НП               | 21 | Казімеж Кмєцик       |  | 80' |
| Головний тренер: |    |                      |  |     |
| Казімеж Гурський |    |                      |  |     |

| ВР               | 1  | Зепп Маєр             |
| ЗХ               | 2  | Берті Фогтс           |
| ЗХ               | 3  | Пауль Брайтнер        |
| ЗХ               | 4  | Ганс-Георг Шварценбек |
| ЗХ               | 5  | Франц Бекенбауер (к)  |
| ПЗ               | 12 | Вольфганг Оверат      |
| ПЗ               | 14 | Улі Генесс            |
| ПЗ               | 16 | Райнер Бонгоф         |
| НП               | 9  | Юрген Грабовскі       |
| НП               | 13 | Герд Мюллер           |
| НП               | 17 | Бернд Гельценбайн     |
| Головний тренер: |    |                       |
| Гельмут Шен      |    |                       |

| Бокові арбітри: Карой Палотаї (Угорщина) Рудольф Шойрер (Швейцарія) |

### Швеція — Югославія
Матч не мав турнірного значення для жодної з команд, які програли обидві свої попередні гри у групі і не мали шансів навіть на друге місце та участь у матчі за третє місце чемпіонату.
Югослави повели у рахунку на 27-ій хвилині, коли їх капітан Драган Джаїч здійснив прорив уздовж лівої бокової лінії поля і навісив на Івицю Шуряка, чий удар ногою виявився точним. Однак вже за дві хвилини рівновагу в рахунку було відновлено голом Ральфа Едстрема. У другому таймі шведські гравці виглядали значно свіжишими за опонентів і за п'ять хвилин до фінального свистка вирвали перемогу, коли Конні Торстенссон скористався помилкою оборони балканців.
| 3 липня 1974 19:30 CET |

| Швеція                      | 2–1      | Югославія |
| --------------------------- | -------- | --------- |
| Едстрем 29' Торстенссон 85' | Протокол | Шуряк 27' |

| Рейнштадіон, Дюссельдорф Глядачів: 41,300 Арбітр: Луїс Пестаріно (Аргентина) |

| Швеція | Югославія |

| ВР               | 1  | Ронні Гельстрем     |
| ЗХ               | 2  | Ян Ульссон          |
| ЗХ               | 3  | Кент Карлссон       |
| ЗХ               | 4  | Бйорн Нордквіст (к) |
| ЗХ               | 18 | Єрген Аугустссон    |
| ПЗ               | 6  | Уве Гран            |
| ПЗ               | 8  | Конні Торстенссон   |
| ПЗ               | 14 | Стаффан Таппер      |
| ПЗ               | 21 | Ер'ян Перссон       |
| НП               | 10 | Ральф Едстрем       |
| НП               | 11 | Роланд Сандберг     |
| Головний тренер: |    |                     |
| Йорг Еріксон     |    |                     |

| ВР               | 1  | Енвер Марич         |     |     |
| ЗХ               | 2  | Іван Булян          |     |     |
| ЗХ               | 3  | Енвер Хаджиабдич    |     |     |
| ЗХ               | 5  | Йосип Каталинський  | 26' |     |
| ЗХ               | 6  | Владислав Богичевич |     |     |
| ПЗ               | 10 | Йован Ачимович      |     |     |
| ПЗ               | 12 | Юриця Єркович       |     |     |
| ПЗ               | 13 | Мирослав Павлович   |     | 78' |
| ПЗ               | 9  | Івиця Шуряк         |     |     |
| НП               | 11 | Драган Джаїч (к)    |     |     |
| НП               | 20 | Владимир Петрович   |     | 70' |
| Заміни:          |    |                     |     |     |
| НП               | 18 | Станислав Карасі    | 86' | 70' |
| ЗХ               | 14 | Лука Перузович      |     | 78' |
| Головний тренер: |    |                     |     |     |
| Милян Милянич    |    |                     |     |     |

| Бокові арбітри: Рамон Баррето (Уругвай) Вінсенте Льобрегат (Венесуела) |